# Бахчисарайский парк миниатюр
Бахчисарайский парк миниатюр (Крым в миниатюре на ладони) — третий и самый крупный парк миниатюр на Крымском полуострове и по занимаемой территории (2,5 га), и по количеству представленных здесь объектов. Расположен в городе Бахчисарае, по адресу: улица Ленина, 4 (перед Ханским дворцом).

## Описание
Открыт в 2013 году владельцем алуштинского парка «Крым в миниатюре» Виктором Жиленко.
В парке собрана коллекция миниатюрных копий достопримечательностей Крыма, построенных в масштабе 1:25, Бахчисарая, Севастополя, Ялты, Симферополя, Алушты, Евпатории, Феодосии, Судака, Керчи, Фороса, Симеиза, а также других городов и поселков Крыма. Это дворцы, замки и старинные усадьбы, храмы, музеи, памятники, административные здания и прочее. Всего представлено более 70 макетов.
Миниатюры выполнены из пластика, который прежде прошел двухлетнее испытание жарой, холодом и дождями. Каждая деталь вырезалась из пластика на верстаке. Есть экспонаты, у которых насчитывается более двух тысяч деталей. Своей задачей мастера ставили соблюдение всех пропорций и деталей. Часть чертежей зданий мастерам удалось найти, другие изготавливали самостоятельно, для чего делались тысячи фотографий и измерений. Над каждым объектом, представленным в парке, работала команда специалистов: фотографы, инженеры, архитекторы, 3D дизайнеры, художники и другие специалисты.

## Зоны парка
Территория парка разделена на три зоны. Самую большую из них занимает непосредственно парк миниатюр.

### Парк миниатюр
Среди макетов:
- Алупка: Воронцовский дворец;
- Алушта: Алуштинский аквариум, Дача купца Н. Д. Стахеева;
- Бахчисарай: Ханский дворец, Дом Пачаджи, Мечеть «Орта-Джами», Зинджирлы-медресе;
- Виноградное: Дом вверх дном
- Гаспра: Ласточкино гнездо (Крым), Дворец Харакс, Дворец Кичкинэ, Дворец графини Паниной;
- Евпатория: Евпаторийский краеведческий музей, Вилла «Сфинкс», Мечеть Джума-Джами, Дача Терентьева, Дача «Альпийская роза», Дача «Джалита», Музей «Дом вина», Синагога Егия-Капай, Дом Постникова;
- Керчь: Церковь Иоанна Предтечи, Женская Романовская гимназия, Обелиск Славы;
- Кореиз: Дворец Дюльбер;
- Ливадия: Ливадийский дворец;
- Массандра: Массандровский дворец;
- Научный (Крым): Крымская астрофизическая обсерватория;
  - Ореанда: Пансионат «Глициния»;
- Севастополь: Байдарские ворота, Петропавловский собор, Панорама «Оборона Севастополя 1854-1855 годов», Военно-исторический музей Черноморского флота, Никольская церковь, Графская пристань, Памятник затопленным кораблям, Часовня святого Георгия Победоносца, Диорама «Штурм Сапун-горы 7 мая 1944 года», Инкерманский пещерный монастырь, Памятник авиаторам-черноморцам, Мемориал «Штык и парус», Матросский клуб;
  - Херсонес Таврический: Сигнальный колокол, Владимирский собор, Уваровская базилика, Античный амфитеатр, Базилика 1935 года;
- Симеиз: Вилла «Мечта», Вилла «Ксения»;
- Симферополь: Международный аэропорт «Симферополь», Здание Государственного совета республики Крым, Симферопольский железнодорожный вокзал[1], Свято-Петро-Павловский кафедральный собор, Кинотеатр «Симферополь», Кенаса, Дом Чирахова, Здание Симферопольского общества взаимного кредита, Александро-Невский собор, Крымский республиканский краеведческий музей, Дом Воронцова, Особняк Динцера;
- Судак: Генуэзская крепость;
- Утес (Крым): Дворец княгини Гагариной;
- Феодосия: Музей Александра Грина, Башня «Белый бассейн», Дача Виктория, Феодосийская национальная картинная галерея, Дача Милос, Дача Стамболи;
- Форос: Церковь Воскресения Христова;
- Черноморское: Черноморская ветровая электростанция;
- Ялта: Дом Чехова, Армянская церковь; Ялтинский историко-литературный музей (Вилла М. П. Антаровой).

В парке представлены макеты монументов «Родина-Мать» (Киев), «Родина-мать зовет!» (Волгоград) и Статуя Свободы (Нью-Йорк).

### Мультипарк
По соседству с зоной Парка миниатюр находится «Мультипарк» — парк для детей, в котором представлены персонажи мультфильмов и установлены различные аттракционы. Есть бесплатные (к ним относятся батуты и карусели) и большое количество аттракционов с платным посещением: VR, Тир, Рыбалка, Скалодром, Лабиринт и др.

### Мини-зоопарк
Третья зона представляет собой мини-зоопарк, в а котором можно увидеть поросят, коз, павлинов, кур, гусей, черепах, нутрий и других животных.